# Elias Reichert
Elias Reichert (* 5. Juni 1992 in Zürich) ist ein Schweizer Schauspieler.

## Leben
Elias Reichert stammt aus einer Musikerfamilie und spielt seit seiner Kindheit Geige. Von 2009 bis 2011 wirkte er am Jungen Schauspielhaus Zürich in verschiedenen Theaterprojekten mit. Nach der Matura mit altsprachlichem Schwerpunkt im Jahr 2010 besuchte er verschiedene Kurse in Schauspiel und Puppenspiel und war an mehreren Schauspiel- und Opernproduktionen, unter anderem an der Komischen Oper Berlin, am Schauspielhaus Zürich und am Opernhaus Zürich, beteiligt, bei denen er in Inszenierungen von Calixto Bieito und René Pollesch auftrat. 2011 gründete er gemeinsam mit der Schweizer Schauspielerin Stefania Burla das freie Schauspielerkollektiv «DAS KALKÜL».
Ab 2014 absolvierte er sein Schauspielstudium an der Hochschule für Musik und Theater «Felix Mendelssohn Bartholdy» in Leipzig, wo er im Ausbildungsjahrgang 2017/18 seine Ausbildung beendete. Im Rahmen seiner Schauspielausbildung war er ab der Spielzeit 2016/17 für zwei Jahre am Schauspiel Köln im Schauspielstudio engagiert. Anschließend wurde er festes Ensemblemitglied am Schauspiel Köln, wo er bis zur Spielzeit 2020/21 blieb. Dort arbeitete er unter anderem mit den Regisseuren Bruno Cathomas, Andrea Imler, Stefan Bachmann, Matthias Köhler, Moritz Sostmann und Melanie Kretschmann. Nach seinem Festengagement gastierte Reichert an verschiedenen Theatern wie dem ETA Hoffmann Theater Bamberg, dem Staatstheater Nürnberg und dem Schauspiel Köln.
Reichert stand auch für einige Film- und Fernsehproduktionen vor der Kamera. In dem ZDF-Drama Sterne über uns (2019) spielte er an der Seite von Franziska Hartmann den in seine Kollegin verliebten Flugbegleiter Sascha. In dem Märchenfilm Helene, die wahre Braut (2020) aus der ARD-Filmreihe Sechs auf einen Streich verkörperte er als Otto eine der beiden Leibwachen des Prinzen Lassmann (Stefan Gorski). Seit November 2024 (Folge 4326) ist er in der 21. Staffel der ARD-Telenovela Sturm der Liebe in der Rolle des männlichen Protagonisten Henry Sydow zu sehen.
Er ist zweifacher Preisträger des Studienpreises des Migros-Kulturprozents und erhielt 2016 auch den Förderpreis. Elias Reichert lebt in Köln.

## Auszeichnungen
- 2015: Studienpreis Schauspiel des Migros-Kulturprozent
- 2016: Studien- und Förderpreis Schauspiel des Migros-Kulturprozent

## Filmografie (Auswahl)
- 2018: Mario (Kinofilm)
- 2019: Sterne über uns (Kino-/Fernsehkoproduktion)
- 2019: Tatort: Lakritz (Fernsehreihe)
- 2020: Helene, die wahre Braut (Fernsehfilm)
- 2021: Start the fck up: Superior (Fernsehserie, eine Folge)
- 2021: SOKO Köln (Fernsehserie, Folge Alphatiere)
- 2022: Der Staatsanwalt: Tod eines Maklers (Fernsehserie, eine Folge)
- seit 2024: Sturm der Liebe (Fernsehserie)